# Château de la Marcellière
Le château de la Marcellière est un château situé à Marçon, dans le département français de la Sarthe. Il bénéficie d'une inscription au titre des monuments historiques.

## Historique
Le château de la Marcellière est construit à la fin du XVIe siècle par Henri de Berziau, ami de Sully. Seigneur protestant, il se réfugie dans les caves du château pendant les guerres de religion afin d'échapper aux troupes des ligueurs. L'édifice est inscrit au titre des monuments historiques le 19 décembre 1985.